# Giorgio Cavallon
Giorgio Cavallon, né le 2 mars 1904 dans la frazione de Sorio à Gambellara dans la province de Vicence et mort le 22 décembre 1989 à Manhattan, est un membre fondateur de l'American Abstract Artists et un pionnier de l'expressionnisme abstrait. 

## Biographie
Giorgio Cavallon naît le 2 mars 1904 dans la frazione de Sorio dans la province de Vicence,.
Il arrive aux États-Unis en 1920. Il devient citoyen américain en 1929.
En 1926, il étudie à l'Académie américaine des beaux-arts à New York. En 1927 et 1928, il étudie avec Charles Hawthorne à Provincetown, Massachusetts et à partir de 1934, il fait des cours du soir avec l'école des beaux-arts de Hans Hofmann. 
En 1935 il collabore avec Gorky dans le cadre du Federal Art Project.
De 1951 à 1957, il participe aux New York Painting and Sculpture Annuals sur invitation, dont le Ninth Street Show. 
Il vit à Manhattan, 
Giorgio Cavallon meurt le 22 décembre 1989 à 85 ans au New York Hospital (en).

## Sélection d'expositions personnelles
- 1932 : Bottega d'Arte, Venise, Italie [7]
- 1934 : A.C.A. Gallery, New York
- 1940 : Eight Street Playhouse Gallery, New York
- 1946, 1948: Eagen Gallery, New York
- 1957 : Stable Gallery, New York City
- 1963 : Kootz Gallery, New York
- 1964 : Weatherspoon Gallery, Université de Caroline du Nord à Greensboro, Caroline du Nord
- 1971, 1976 : AM Sachs Gallery, New York
- 1977 : Neuberger Museum of Art, Purchase, État de New York
- 1977, 1981, 1986 : Gruenebaum Gallery, New York
- 1989 : Paintings from the 1960s, Jason McCoy, Inc., New York City
- 1989 : Manny Silverman Gallery, Los Angeles, Californie
- 1990 : A Retrospective View, William Benton Museum of Art, University of Connecticut, Storrs, Connecticut